# Redi Halilaj
Redi Halijaj, né le 31 août 1989, est un coureur cycliste albanais.

## Biographie
Redi Halijaj naît le 31 août 1989 en Albanie.
Il termine 2e du championnat d'Albanie sur route en 2009, et devient champion d'Albanie sur route l'année suivante, où il remporte également la 6e étape du Tour d'Albanie. En 2013, il devient champion d'Albanie sur route et du contre-la-montre. Le 14 avril 2015, il entre dans l'équipe continentale ukrainienne Amore & Vita-Selle SMPavec laquelle il remporte le championnat d'Albanie sur route

## Palmarès et résultats

### Palmarès par année
- 2009
  - 2e du championnat d'Albanie sur route
- 2010
  -  Champion d'Albanie sur route
  - 6e étape du Tour d'Albanie
- 2011
  - Coppa Sant'Anna
  - 2e de la Coppa Quagliotti
- 2012
  - Coppa Caduti Buscatesi
  - 3e du Circuito Casalnoceto
- 2013
  -  Champion d'Albanie sur route
  -  Champion d'Albanie du contre-la-montre
  - 2e de la Classica di Colbuccaro
- 2014
  - Coppa Comune di Piubega
  - 3e de la Coppa d'Inverno
- 2015
  -  Champion d'Albanie sur route
- 2016
  - 3e du championnat d'Albanie sur route
  - 3e du Balkan Elite Road Classics
- 2017
  - 4e étape du Tour d'Érythrée
  - 2e du championnat d'Albanie sur route

### Classements mondiaux
| Année           | 2009 |
| --------------- | ---- |
| UCI Europe Tour | 495e |